# نيلسون باتيستا
نيلسون باتيستا هو راقص كوبي، ولد في 1962.

## وصلات خارجية
- الموقع الرسمي